# Schloss Köthen

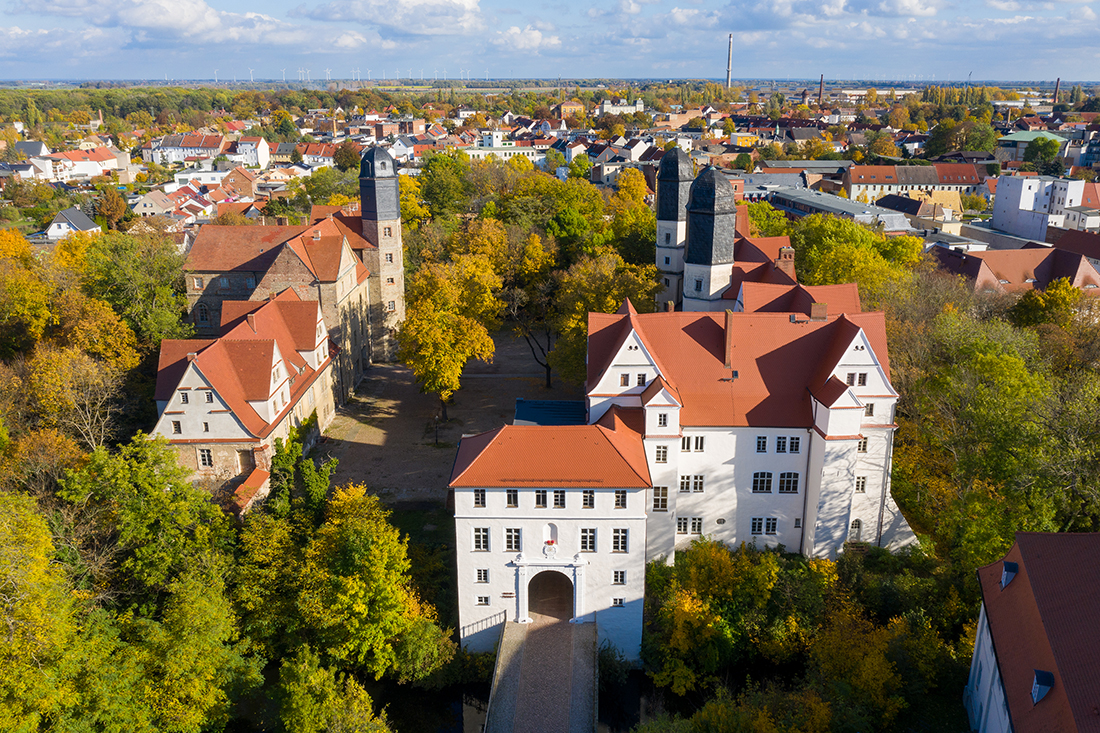
Schloss Köthen

Das Schloss Köthen ist ein Gebäudeensemble im Herzen der Stadt Köthen (Anhalt), das von 1244 bis 1847 als anhaltische Fürstenresidenz diente. Ab 1603 war es Sitz der Linie Anhalt-Köthen der Askanier. Das Schloss wird von der Kulturstiftung Sachsen-Anhalt als Eigentümer verwaltet.

## Geschichte

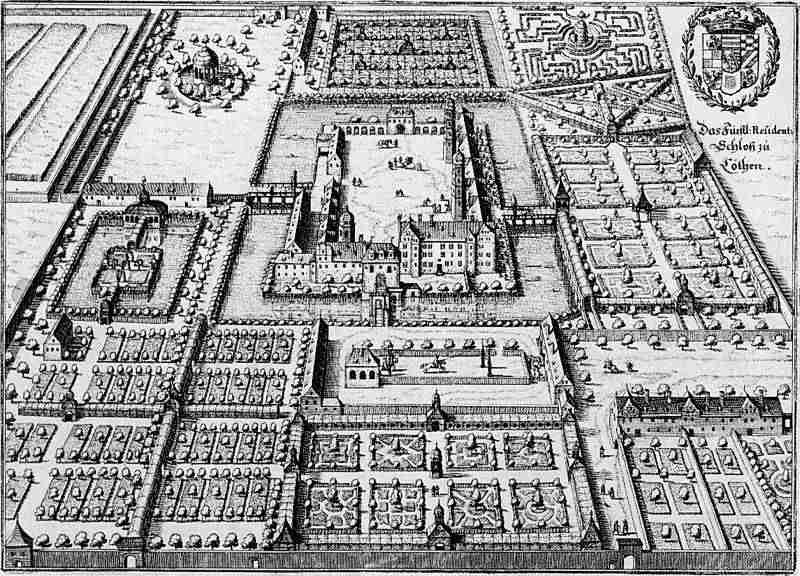
Schloss Köthen 1650 (Matthäus Merian)

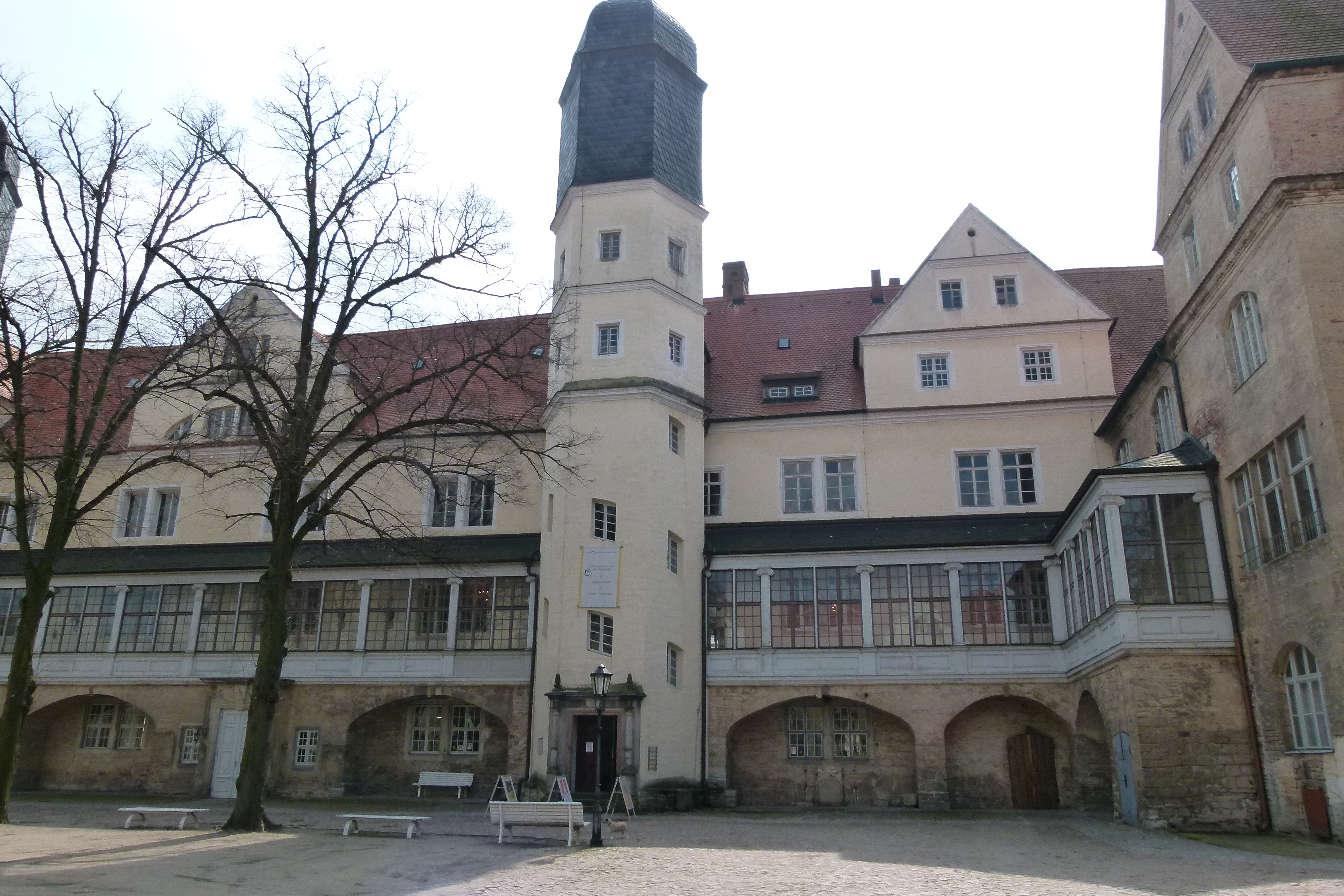
Ludwigsbau, u. a. Sitz des Historischen Museums

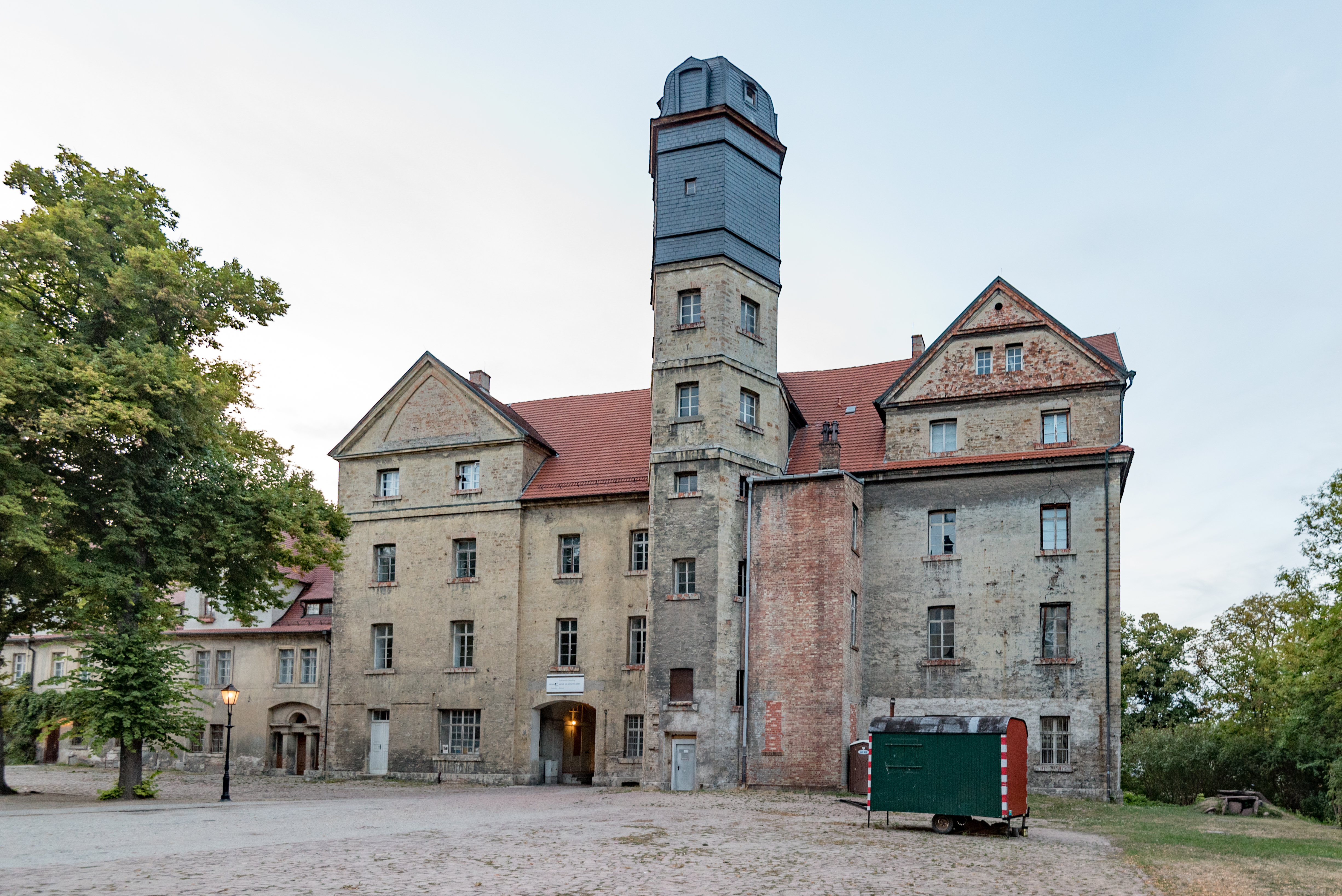
Ferdinandsbau, Sitz der prähistorischen und ornithologischen Sammlung

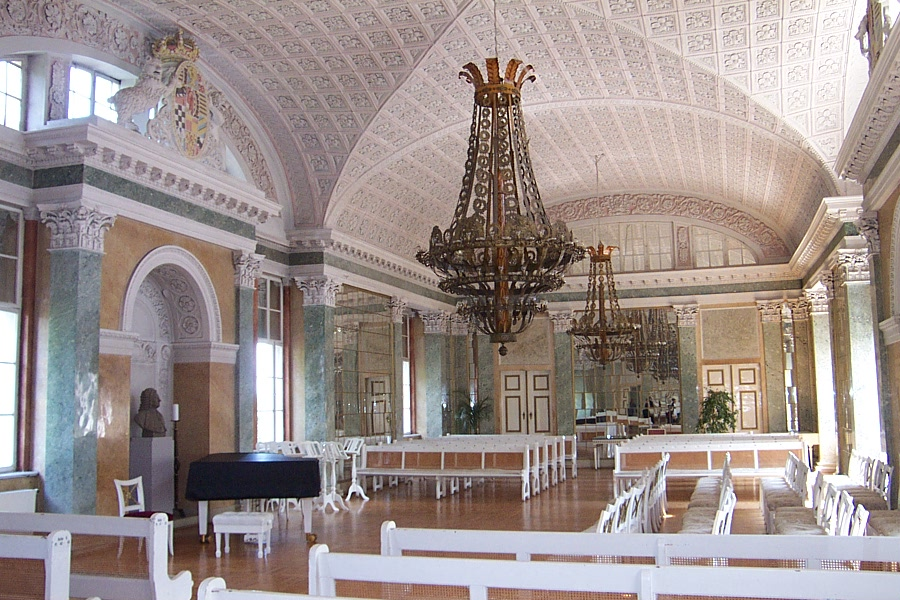
Spiegelsaal

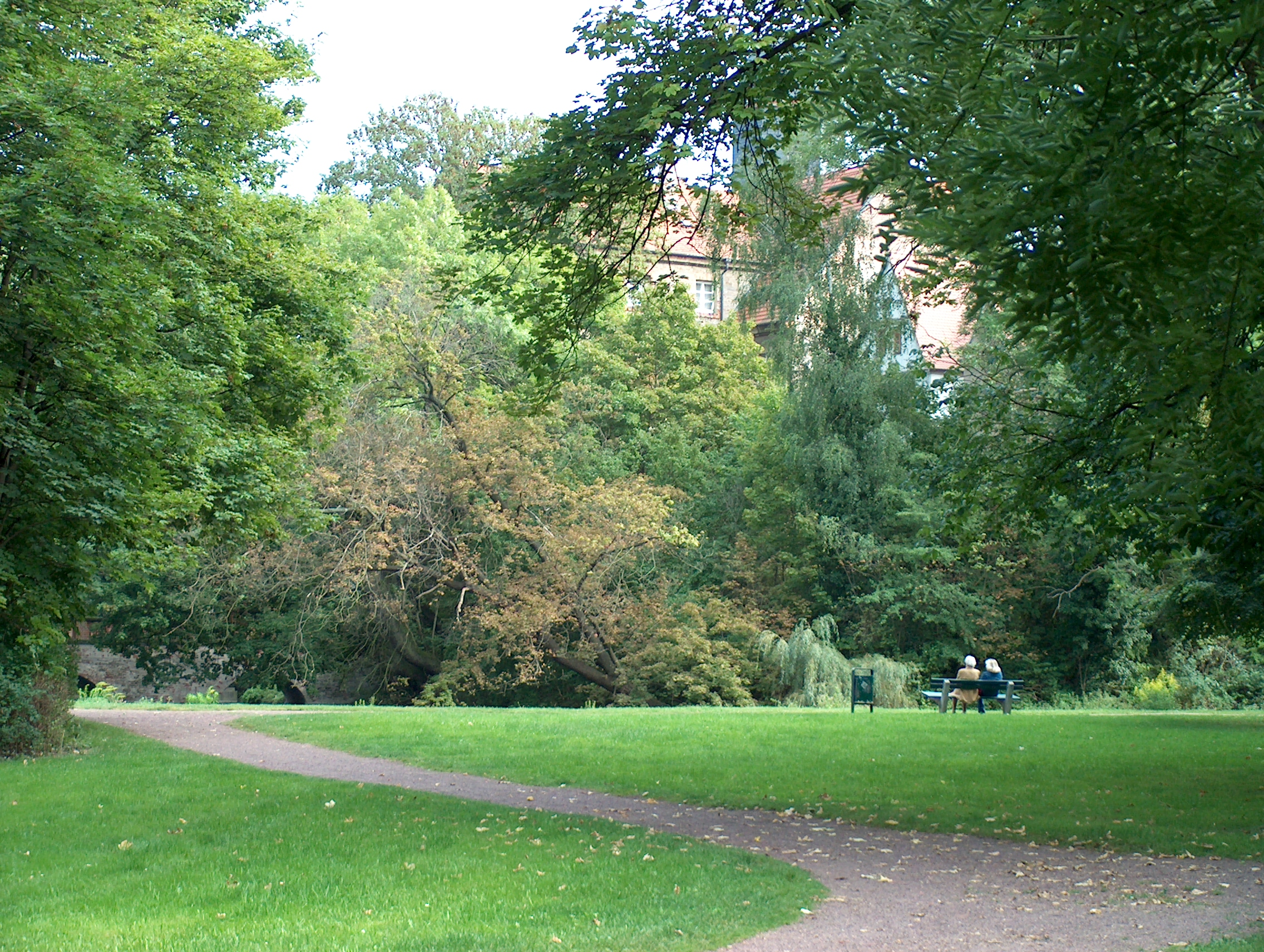
Schlosspark

Spuren einer frühmittelalterlichen Burg werden in die Slawenzeit datiert. Albrecht der Bär eroberte sie für die Askanier. Eine erste Burganlage wird 1396 quellenmäßig erwähnt.  Die alte Burg in der Burgstraße brannte 1547 nieder, so dass Fürst Wolfgang seine Residenz nach Bernburg verlegen musste.
Der älteste Teil des heutigen Schlossbereichs besteht aus dem Johann-Georg-Bau (1597–1599) und dem Ludwigsbau, der von den Brüdern Peter und Franz Niuron aus Lugano 1600–1608 errichtet wurde. Auf dem Kupferstich von Matthäus Merian aus dem Jahr 1650 kann man sehen, wie schön der Schlossgarten mit seinen Inseln, Bassins, Laubengängen und Pavillons einst war. Im Ludwigsbau befindet sich auch der zweihundert Jahre später von Christian Gottfried Bandhauer entworfene Thronsaal, der heute als Spiegelsaal bezeichnet wird. Er weist eine weiße, grüne und ockerfarbene Stuckierung auf, darüber ein kassiertes Tonnengewölbe. Bandhauer war auch der Architekt des 1823 errichteten Ferdinandsbaus und der Schlosskapelle von 1826 für den zum Katholizismus konvertierten Herzog Ferdinand von Anhalt-Köthen. Der Treppenturm wurde den Türmen des Ludwigsbaus angepasst. Das Ensemble wird komplettiert von Torhaus und Steinernem Haus.
Der hufeisenförmige äußere Schlossbereich wurde mit dem Marstall 1766 im Stile des Rokoko begonnen, ergänzt durch die 1833 erbaute Remise und die 1821 errichtete Reithalle, die 1940 ausbrannte. In die Ruine der ehemaligen Reithalle wurde 2004 bis 2008 ein multifunktionales Veranstaltungszentrum integriert.
Nach dem Aussterben der Köthener Fürstenlinie 1847 erbte der Herzog von Anhalt-Dessau das Köthener Schloss. Dieser ließ das gesamte Mobiliar entfernen und richtete im Schloss verschiedene Landesämter ein sowie das Amtsgericht Köthen. Im Ludwigsbau wurde 1878 ein Gymnasium eröffnet. Ebenfalls 1878 wurde auf der Ostseite des Schlosses ein Gefängnisbau errichtet, der 1991 wieder abgerissen wurde, um den ursprünglichen Bauzustand wiederherzustellen.
Während des Zweiten Weltkriegs wurde bei einem Bombenangriff auf Köthen am 20. Juli 1944 die nördliche Hälfte des Westflügels des Schlosses durch einen Volltreffer zerstört. Auch der östliche Anbau an das Torhaus wurde vernichtet. Die Ruinen wurden abgetragen.
Im Steinernen Haus befinden sich jetzt das Stadtarchiv Köthen und die Magazinräume der Museen. Der Ferdinandsbau beherbergt seit 2002 zusätzlich die Prähistorische Sammlung des Köthener Landes. Im Johann-Georgs-Bau sitzt seit 1984 die Musikschule „Johann Sebastian Bach“ Köthen/Anhalt. Im Ludwigsbau residieren das Historische Museum mit der Bachgedenkstätte, Ausstellungen zur Fruchtbringenden Gesellschaft (Erlebniswelt Deutsche Sprache) sowie zur Homöopathie und dem Wirken Samuel Hahnemanns und Arthur Lutzes in Köthen.
Die Schlosskapelle wurde bis 1870 für Gottesdienste genutzt. Der barocke Raum diente dann dem Ludwigsgymnasium als Turn- und Festsaal. Dazu wurde die Kapelle bis zur Höhe des Schlosshofes mit dem Aushub des neuen Gefängnisses aufgefüllt. 1961 bis 1963 wurde diese Auffüllung wieder entfernt und die ursprüngliche Raumgestaltung wieder hergestellt. Eine weitere Restaurierung erfolgte 1989 bis 1991. Die Emporenbrüstung mit vier Pfeilern – entworfen von Johann Michael Hoppenhaupt (1725) – stammt aus der Ruine der Dorfkirche Oberbeuna (Geiseltal), die mittlerweile zum Gemeindezentrum umgebaut wurde. Die Orgel (von Johann Christoph Zuberbier) wurde ursprünglich um 1735 oder 1754 für die Kirche in Thurau geschaffen und 1986–1989 in der Schlosskapelle aufgebaut.
Der Spiegelsaal wurde ab 2011 einer Generalsanierung unterzogen. Als Ersatzspielstätte diente die in der Ruine der Reithalle 2008 eingerichtete Mehrzweckveranstaltungshalle mit dem „Johann-Sebastian-Bach-Saal“ (450 Plätze), dem „Anna-Magdalena-Bach-Saal“ (160), dem „Maria-Barbara-Bach-Saal“ (60) und dem „Wilhelm-Friedemann-Bach-Saal“ (120) sowie dem Café „Leopold“.
Schloss Köthen befand sich seit 1918 im Besitz der Stadt Köthen und ging 1997 in den Bestand der landeseigenen Stiftung Dome und Schlösser in Sachsen-Anhalt über.

## Auszeichnung

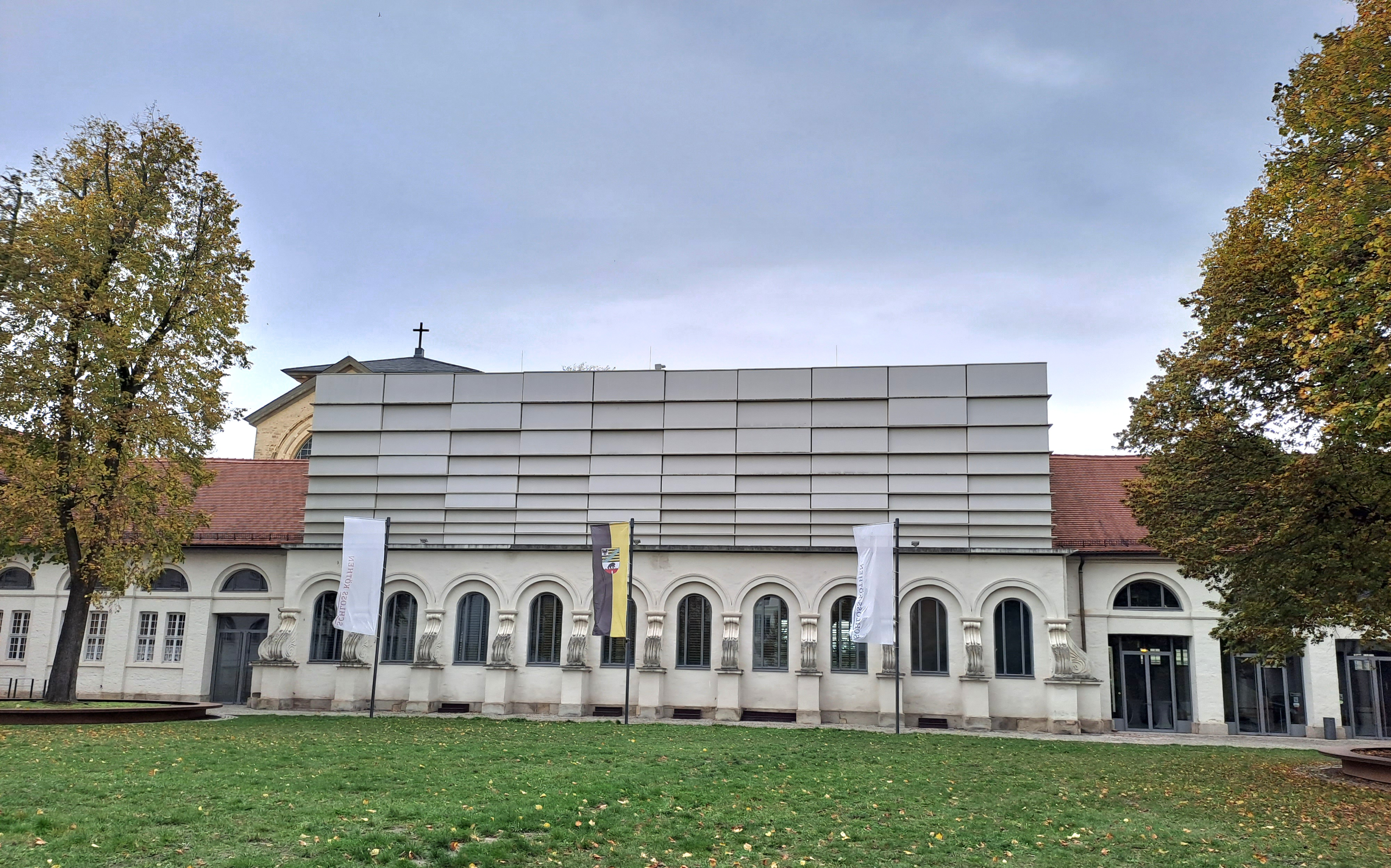
Ehemalige Reithalle

Das moderne Veranstaltungszentrum mit dem Johann-Sebastian-Bach-Saal im Schloss Köthen ist zum Teil in der erhaltenen klassizistischen Gebäudesubstanz der ehemaligen Reithalle untergebracht; errichtet 1821 vom damaligen herzoglichen Baukondukteur Gottfried Bandhauer. Lediglich die eindrucksvolle Fassade mit den großen Rundbogenfenstern und vorgesetzten Voluten blieb nach einem Brand 1941 erhalten. Busmann + Haberer Gesellschaft von Architekten mbH, Berlin überkronte die historischen Außenmauern mit einem plastischen Relief aus vor- und zurückspringenden cremeweiß durchgefärbten Fassadentafeln aus Faserzement. Im Januar 2009 wurde der Johann-Sebastian-Bach-Saal im Schloss Köthen mit dem Deutschen Fassadenpreis für vorgehängte hinterlüftete Fassaden des Fachverbandes Baustoffe und Bauteile für hinterlüftete Fassaden e. V. (FVHF) ausgezeichnet. „Logisch und klar folgen die genieteten Faserzementtafeln der Aluminium-Unterkonstruktion, ihr Erscheinungsbild wirkt trotz handwerklicher Umsetzung aufwendig. Der Musiksaal ist ein gelungenes Beispiel für die Umsetzung einer besonderen Bauaufgabe, die auch mit einfachen Mitteln gut gelöst wurde“, heißt es in der Begründung der Jury.

## Sonstiges
Das Schloss Köthen war seit 1629 Sitz der Fruchtbringenden Gesellschaft, des ersten deutschen Sprachvereins, der 1617 in Weimar gegründet wurde. Ludwig von Anhalt-Köthen (1579–1650) war ihr Mitgründer und lebenslanges „Oberhaupt“.
Johann Sebastian Bach wirkte in Köthen zwischen 1717 und 1723 als Hofkapellmeister Leopolds von Anhalt-Köthen und schuf hier Teile seiner Brandenburgischen Konzerte und seines Zyklus Das wohltemperierte Klavier. Eine Bach-Gedenkstätte befindet sich im Ludwigsbau.
Der Ferdinandsbau ist Sitz der ornithologischen Sammlung von Johann Friedrich Naumann (1780–1857). Naumann gilt als Begründer dieser Wissenschaft.
Der Schlossinnenhof, der Spiegelsaal, die Schlosskapelle und die Caféräume werden mietweise auch durch externe Veranstalter genutzt.